# 요르요스 콘딜리스

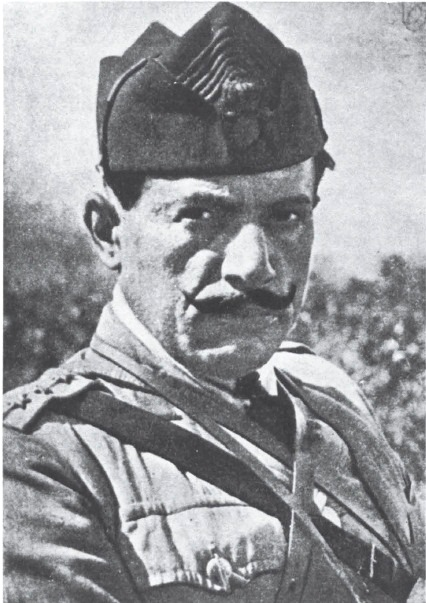
요르요스 콘딜리스

요르요스 콘딜리스( Γεώργιος Κονδύλης, 1878년 8월 14일 - 1936년 2월 1일)은 그리스의 정치인이다. 1935년 스스로 총리에 취임한 뒤 왕정을 부활시켰다.
1896년 군대에 입대하여 게릴라와 교전하였다. 1924년 3월 12일부터 1924년 6월 11일까지 국방부 장관을 지냈고 왕정이 폐지된 뒤 그리스 제2공화국에서는 1926년 8월 23일 총리가 되어 1926년 12월 4일까지 재직했다. 1935년 10월 10일 총리가 된 뒤 왕정 부활을 선포하고 요르요스 2세를 다시 복위시켰다. 그러나 11월 5일 요르요스 2세와 크게 싸웠고 1935년 11월 30일 총리직을 사퇴하였다.
| 전임 니콜라스 트리아타피아라코스 | 그리스의 국방 장관 1924년 3월 12일 - 1924년 6월 11일 | 후임 테오도리히 판넬라오스 |

| 전임 아타나시오스 에프탁시아스 | 그리스의 총리 1926년 8월 23일 - 1926년 12월 4일 | 후임 알렉산드로스 제미스 |

| 전임 파나이스 찰다리스 | 그리스의 총리 1935년 11월 3일 - 1947년 4월 1일 | 후임 콘스탄티노스 데메르치스 |

| 전임 요르요스 2세 (그리스 국왕) | 그리스 왕국의 섭정 1935년 11월 3일 - 1947년 4월 1일 | 후임 요르요스 2세 (그리스 국왕) |